# لوكا كلافس
لوكا كلافس (بالإنجليزية: Luka Glavaš)‏ (20 يناير 1985 بسيدني في أستراليا - ) هو لاعب كرة قدم أسترالي في مركز الهجوم. لعب مع سيدني إف سي ونادي برث غلوري ونادي سيدني يونايتد 58 وMelbourne Knights FC ‏ وهايدلبرغ يونايتد ‏ وHurstville Zagreb FC ‏.

## وصلات خارجية
- لوكا كلافس على موقع قاعدة بيانات كرة القدم.إي يو (الإنجليزية)